# Arthur Wauters
Arthur Alexis Joseph Wauters (Borgworm, 12 augustus 1890 - Sint-Genesius-Rode, 13 oktober 1960) was een Belgisch politicus voor de POB.

## Levensloop
Wauters werd doctor in de economische wetenschappen en docent en hoogleraar aan de Université libre de Bruxelles (ULB). Tijdens de Eerste Wereldoorlog was hij oorlogsvrijwilliger en in 1918 behaalde hij de graad van luitenant.
Van 1918 tot 1921 was Wauters kabinetschef van zijn broer, Joseph Wauters, minister van arbeid en sociale voorzorg. Na de dood van zijn broer was hij van 1929 tot 1937 politiek directeur van de krant Le Peuple. In 1931 schreef hij in deze krant een reportage waarin hij de Vlaamse Beweging democratisch noemde, op de Verdinaso-strekking rond Joris Van Severen na.
Van 1932 tot 1936 zetelde Wauters voor de socialistische POB als gecoöpteerd senator in de Senaat. Daarna was hij van 1936 tot 1944 voor het arrondissement Hoei-Borgworm lid van de Kamer van volksvertegenwoordigers.
Van januari 1937 tot mei 1938 was Wauters minister van Openbare Gezondheid in de Regering-Van Zeeland II en de Regering-Janson. Daarna was hij van februari tot april 1939 minister van Arbeid en Sociale Voorzorg in de Regering-Pierlot I en van november 1939 tot januari 1940 minister van Nationale Voorlichting in de Regering-Pierlot III. Tijdens de Tweede Wereldoorlog verbleef hij in Londen, waar hij de Belgische propaganda- en informatiedienst leidde. In maart 1946 was hij nog korte tijd minister van Landbouw in de Regering-Spaak II.
Van 1944 tot 1946 stond hij aan het hoofd van de informatiedienst van het ministerie van Buitenlandse Zaken. Nadien werd hij van 1946 tot 1952 ambassadeur in Warschau en van 1952 tot 1955 ambassadeur in Moskou. Ook werkte hij mee aan de opbouw van de Voedsel- en Landbouworganisatie.